# Sowjetische Badmintonmeisterschaft 1976
Die Sowjetische Badmintonmeisterschaft 1976 fand vom 14. bis zum 18. November 1976 in Dnepropetrowsk statt.

## Die Sieger und Platzierten
| Disziplin    | Gold                                   | Silber                            | Bronze                                |
| ------------ | -------------------------------------- | --------------------------------- | ------------------------------------- |
| Herreneinzel | Konstantin Vavilov                     | Vyacheslav Shukin                 | Anatoli Skripko                       |
| Dameneinzel  | Nadezhda Litvincheva                   | Irina Shevchenko                  | Alla Prodan                           |
| Herrendoppel | Konstantin Vavilov Nikolay Peshekhonov | Anatoli Skripko Semyon Rozin      | Vyacheslav Shukin Alexander Sumarokov |
| Damendoppel  | Nadezhda Litvincheva Irina Shevchenko  | Natalja Damaskina Alla Prodan     | Ludmila Markova Reet Kull             |
| Mixed        | Nikolay Peshekhonov Irina Shevchenko   | Konstantin Vavilov Alla Zvonareva | Vyacheslav Shukin Larissa Beljutina   |